# Mentor Graphics
Mentor Graphics Inc (NASDAQ: MENT) és una empresa multinacional dels EUA que es dedica al disseny de programari per al sector electrònic. Mentor Graphics produeix programari per a dissenyar circuits integrats (IC, SoC) i circuits impresos (PCB). Fou creada l'any 1981 com a resultat de la fusió de Valid Logic Systems i Daisy Systems. La seva seu és a Wilsonville, Oregon.
L'empresa distribueix productes que ajuden a l'automatització del disseny electrònic, eines de simulació per al disseny de senyal mixt analògic, solucions VPN i eines de dinàmica de fluids i transferència de calor. La companyia va aprofitar les estacions de treball Apollo Computer per diferenciar-se dins del mercat de l'enginyeria assistida per ordinador (CAE) amb el seu programari i maquinari.

## Història
- 1988 creació de Mentor Graphics amb la fusió de Valid Logic Systems i Daisy Systems.
- Múltiples adquisicions d'empreses: Accelerated Technology Inc, Flomerics Group.
- 2016 Siemens adquireix Mentor Graphics.[4] El nom es va retirar el 2021 i es va rebatejar com a Siemens EDA.[5]

## Productes
- DxDesigner, PADS, Xpedition : per a disseny d'esquemàtics i PCB[6]
- Calibre : disseny d'IC
- FloTHERM, FloEFD : simulació tèrmica